# 七尾製菓
七尾製菓（ななおせいか）は、福岡県北九州市小倉南区に本社を置く小麦粉焼き菓子生産日本一の菓子メーカーである。現在、北九州市小倉南区葛原に本社と2つの工場を置く。商品は全国に流通しており、海外にも展開している。

## 概要
1957年（昭和32年）創業。焼き菓子（和・洋菓子）やドーナツ、ゼリーなどの製造・販売を行なう。商品は全国に流通しており、海外にも展開している。一部ではあるが、大手量販店や問屋のプライベートブランドの製造も行なっている。
七尾製菓は、1957年（昭和32年）にせんべい製造業として創業。1962年（昭和37年）には現在も看板商品の一つであるロール状に焼き上げた生地にクリームを入れた「フレンチパピロ」の発売を開始、また、1978年（昭和53年）にはもう一つの看板商品である落花生入りの焼き菓子「太鼓せんべい」の発売を開始した。これら商品は、いまなお売り上げが伸びており、全国の消費者や量販店のバイヤーから支持され続けている。
創業当時、お菓子作りの熱源といえば、無煙炭であったが、その中でいち早くプロパンガスを導入。火力を一定とすることで菓子の品質を安定させるとともに、生産性を著しく向上させ、「日本一」への足掛かりを作った。
2007年（平成19年）には、日本経済新聞が「小麦粉焼き菓子生産日本一」の企業として、2011年（平成23年）にはTVQ九州放送が「小麦粉焼き菓子を月1億枚焼く日本一の企業」として取り上げるなど、地元メディアで数多く取り上げられており、自他ともに認める小麦粉焼き菓子生産日本一の企業である。
小麦粉焼き菓子に留まらず「ゼリー」や「ドーナツ」などに商品レンジを広げ、現在、ゼリーは全国向けに年間1億4千万個を製造しており、菓子メーカーとしては屈指の製造能力である。ドーナツ類は、九州地域の量販店市場で、マーケットシェアトップを占めるまでに至っている。
七尾製菓の美味しい菓子作りを支えるこだわりは、創業者の「出来立ての味を届けたい」との思いから、日本一の生産量を誇る工場でありながら、受注生産により菓子作りを行っていることにある。朝の10:30までに届いたオーダーは、翌日に落花生の焙煎から始まり、生地の混錬、焼成工程から包装工程を経て、出荷される体制が確立している。またほとんどの製品において在庫レスで生産が進み、工場には常に出荷用のトラックが横づけしており、出来上がった商品を次々と出荷している。
この受注生産方式を支えるのは、七尾製菓独自の生産・発送システム。七尾製菓は大掛かりな製品倉庫や原材料倉庫を持たない。お菓子の鮮度を守り、製品ロスをなくすため、毎日、卵は地元福岡県産を中心に、1日数回に分けて調達し使い切っており、落花生は製品に合ったものを産地や品種を厳選し、自社で程よい状態に焙煎して、生地に加えている。
また、受注生産方式を採りながらも、基本的に注文の翌日には発送。
七尾製菓は「菓子VANシステム」と呼ばれる通信型受注システムを1988年（昭和63年）に業界で先駆的に導入。常にマーケットを見据え、商社や販売店との協力体制のもと、コンピューターネットワークによる適確なシステムを基盤に、素早く、納品ミスを起さない体制を構築している。
福岡県が発行する「労働ふくおか」でも取り上げられ、「定年後も73歳まで働ける制度を導入、高齢者がいきいきと活躍している企業」として、社員の声も交え紹介されている。若手と高齢者が上手にかみ合い、高齢者の活躍が会社の一体感を醸成し、高齢者が活躍するモデル的な職場として絶賛されている。また、障害者に働きやすい職場環境と業務内容を提供することで障害者を積極的に社員に雇用し、厚生労働省が定めた障害者雇用率制度の2 %という基準を大きく超える4.56 %を実現していて、独立行政法人高齢・障害・求職者雇用支援機構から理事長表彰を授与されている。
また、北九州マラソンにお菓子を提供するなど、地域貢献も大切にしている。
2019年（令和元年）に食品安全規格JFS-B規格の適合認証を取得。HACCP に基づく衛生管理に対応。

## 企業理念
いつもおいしく、安心してお召し上がりいただける。それが七尾製菓のお菓子です。そして、お菓子を通して全ての人に笑顔と安らぎをお届けします。

## おいしさの原動力
せんべいの製造・販売からスタートした七尾製菓は、時代と共に多様化することで「愛されるお菓子」を作り続けます。

## おいしさの構成力
信頼されるお菓子であり続けるために、原材料、生産性、安全性、すべてにこだわり、創業当時から築き上げてきた技術と経験を活かしてお客様の様々なご要望にお応えします。

## 菓子製造
❝やさしく素朴な味わいを効率的に生産する。❞　機械による製造でありながら昔ながらの手作り感覚を大切にする独自の生産システム。
■焼菓子
地元の鶏卵、自社焙煎のピーナツ、九州産の生しょうがなどを使用し、こだわりの美味しさを演出しています。
■ドーナツ
フライオイルにはメーカーと共同開発した植物性のオイルを使用することで、油分の吸収を抑え、ベタつかずサッパリと食べやすく仕上げました。
■クッキー
九州一幅の広い全長約20ｍのトンネル式オーブンを導入し安定した生産量を実現。じっくりと熱を通すことで、おいしいクッキーに焼きあがります。
■ゼリー
菓子メーカーとしては屈指の製造能力を誇り、ぷるぷると色鮮やかなゼリーを生産することが可能です。

## 主な製品
洋風焼菓子
- フレンチパピロ（1962年（昭和37年）発売のロングセラー商品）
- フレンチパピロ 抹茶
- フレンチパピロ 塩キャラメル風味
- フレンチパピロ プリン
- クリームサンド いちご
- クリームサンド マンゴー
- クリームサンド 抹茶
- クリームサンド バニラ

など
和風焼菓子
- 太鼓せんべい（ロングセラー商品）
- 落香つづみ
- 生姜せんべい
- ピーナツせん
- 黒ごません
- 瓦せんべい

など
ドーナツ
- 半生かりんとうドーナツ 黒糖
- 半生かりんとうドーナツ 蜂蜜
- 半生かりんとうドーナツ 塩バニラ
- 半生かりんとうドーナツ チョコ
- 半生かりんとうドーナツ いちご
- ハニードーナツ
- わっ！ハニードーナツ

など
ゼリー
- ニコニコニッコリゼリー

など
クッキー
- 豆乳おからクッキー

など

## 沿革
- 1957年（昭和32年）2月27日 - 福岡県北九州市小倉北区吉野町にて創業、各種煎餅を製造。
- 1962年（昭和37年）10月 - フレンチパピロ製造開始。
- 1969年（昭和44年）湯川工場新設(小倉北区霧ヶ丘)
- 1970年（昭和45年）熊本工場新設(小倉北区熊本)
- 1972年（昭和47年）11月 - 福岡県北九州市小倉北区宇佐町に本社移転。
- 1974年（昭和49年）宇佐町工場新設(小倉北区宇佐町)
- 1980年（昭和55年）葛原工場新設(小倉南区葛原)※現:本社第一工場
- 1982年（昭和57年）ゼリーライン新設。
- 1988年（昭和63年）11月 - 福岡県北九州市小倉南区葛原に本社事務所、移転。
- 1988年（昭和63年）12月 - 有限会社から株式会社に組織変更。
- 1989年（昭和64年）第二工場新設(小倉南区葛原)ドーナツライン新設。
- 2000年（平成12年）代表取締役社長に原田敏子就任。施設環境衛生設備強化改善開始。
- 2001年（平成13年）本社事務所を現在地に移転、新設。 エコシステム･風力発電照明設置。
- 2007年（平成19年）創業50周年を迎える。トンネルオーブンライン新設。
- 2010年（平成22年）エコシステム･ソーラーパネル設置。
- 2012年（平成24年）代表取締役社長に原田緑就任。
- 2015年（平成27年）第4回「北九州オンリーワン企業」大賞を受賞。
- 2017年（平成29年）創業60周年を迎える。
- 2019年（令和元年）HACCPに基づく衛生管理に対応している食品安全規格JFS-B規格の適合認証を取得。
- 2021年（令和3年）焼菓子製造ラインの一部をハラール専用ラインとし、そこで製造する「さくらせんべい」に対して、日本国内の流通に有効なハラール認証を取得

## 主な取引先
- 三菱食品
- 山星屋
- コンフェックス
- エヌエスグループ
- JCCグループ
- ニチリウグループ

その他、全国の菓子問屋